# Frea albicans
Frea albicans là một loài bọ cánh cứng trong họ Cerambycidae.